# Акшаякумара
Акшаякума́ра — герой древнеиндийского эпоса «Рамаяна», младший сын правителя Ланки Раваны и брат Индраджита. После того, как Хануман, обнаружив Ситу и поговорив с ней, принялся разрушать волшебный сад Раваны Ашока-ватику, Равана приказал своему 16-летнему сыну Акшаякумару расправиться с разбушевавшимся ванарой. Акшаякумара, на своей летающей вимане, вступил в битву с Хануманом, атакуя его различными видами оружия. На Ханумана произвело большое впечатление военное мастерство противника, но в конце концов он убил его. Получив весть о смерти своего сына, Равана был разбит горем.